# Philippe Pot
Pour les articles homonymes, voir Pot.

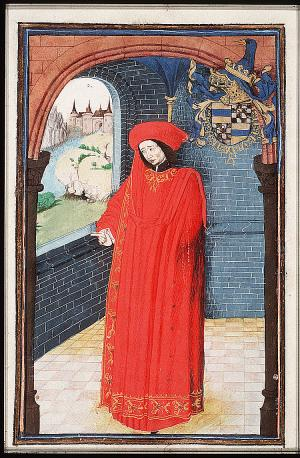
P. Pot tiré de l' Armorial de l'Ordre de la Toison d'Or.

Blason avec Collier.

Philippe Pot (vers 1428 - 1493), seigneur de La Roche-Nolay, (aujourd'hui La Rochepot) et de Châteauneuf, Thorey-sur-Ouche, Givry et Nesle-et-Massoult, est un diplomate, chevalier de la Toison d’or et grand sénéchal de Bourgogne.

## Biographie
Il est né en 1428 au château de la Rochepot, il est le fils de Jacques Pot et de Marguerite de Courtiambles, et le petit-fils de Régnier Pot, chambellan du duc de Bourgogne Philippe le Hardi, croisé et chevalier de la Toison d’Or. Son parrain est Philippe le Bon, héritier du duché. Cela lui vaut d’être élevé à la cour de Dijon, puis d’être élevé au rang de premier conseiller du duc. Il participe à presque toutes les affaires diplomatiques de son époque.
Philippe Pot assiste son parrain et dans la gestion du duché pendant vingt ans. Lorsque la première épouse de Charles le Téméraire, Catherine de France, meurt en 1446, il obtient pour son duc un nouveau mariage avec une princesse capétienne, Isabelle de Bourbon, conformément au traité d’Arras. Le mariage a lieu en 1454. Le duc Philippe le récompense en lui faisant don de Chateauneuf-en-Auxois, en 1457, château qu'il aménagera jusqu'à sa mort pour correspondre aux fastes de l'époque
Le duc le décore de l’ordre de la Toison d'or en 1461 à la session de Saint-Omer. En 1464, il lui donne le titre de grand chambellan, et le fait seigneur de Lille, Douay et Orchies. La mort de Philippe le Bon, en 1467, puis celle d’Isabelle de Bourbon l’année suivante, l’amène à négocier le troisième mariage de Charles le Téméraire avec Margaret d’York, contre les volontés du défunt duc. En 1468, le mariage scelle une alliance entre la Bourgogne et l’Angleterre.

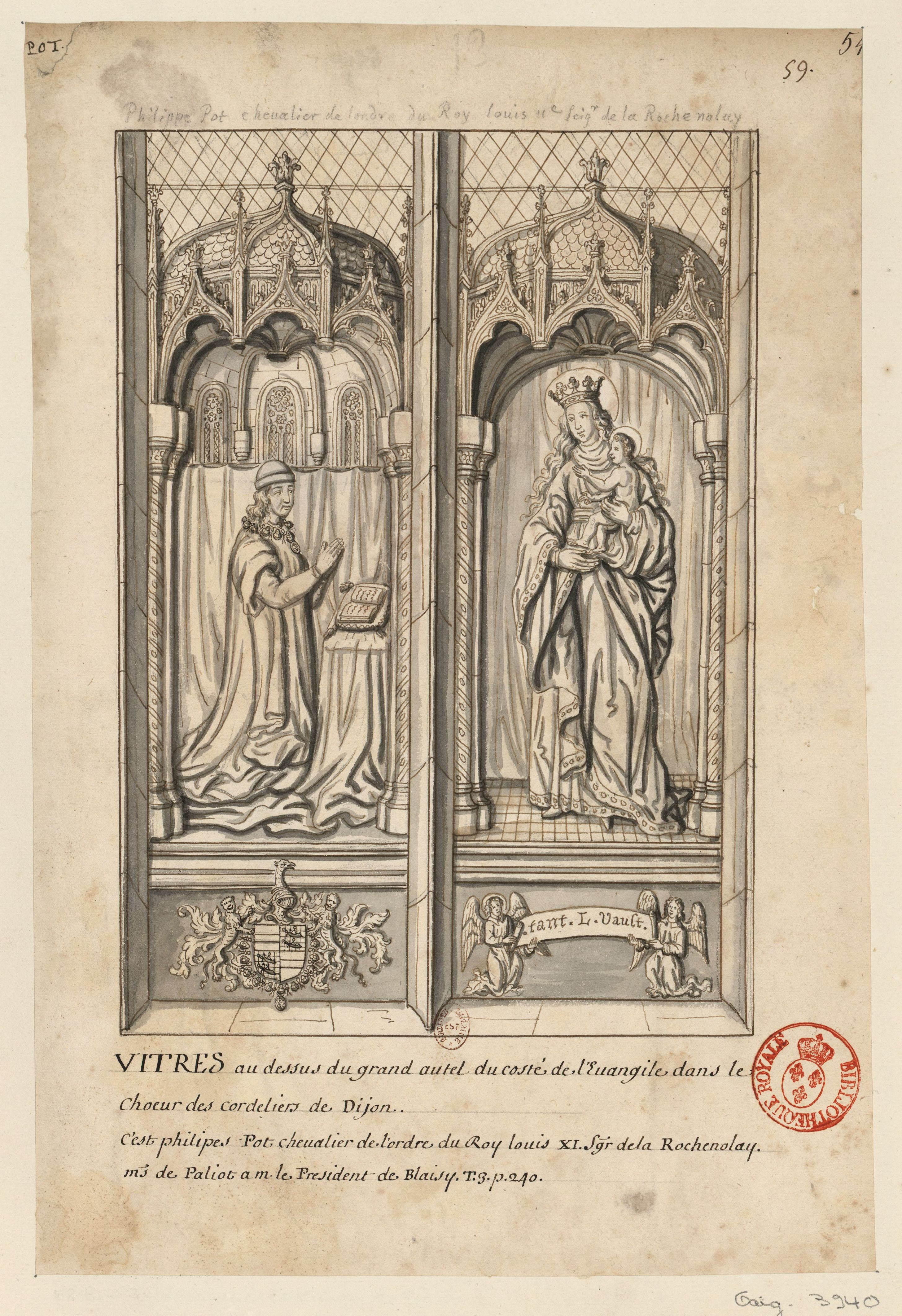
Vitrail avec P. Pot tiré du couvent des Cordeliers de Dijon.

À la mort de Charles, en 1477, la Bourgogne se divise entre sa fille, Marie de Bourgogne, et  Louis XI, roi de France considéré par certains comme légitime alors que la Bourgogne n'est pas un apanage. Elle a été pleinement cédée par Jean le Bon à Philippe le Hardi en 1363 et l'absence d'héritier mâle n'implique pas retour à la couronne de France. En outre, les États flamands n'ont pas recours à la loi salique. C'est l'aîné qui hérite, qu'il soit de sexe masculin ou féminin, et c'est pour cela que les Flandres soutiendront et reconnaîtront la légitimité de Marie de Bourgogne,). Marie de Bourgogne se méfie de Philippe Pot, auquel elle reprend la ville de Lille. Avec le soutien des grands de Bourgogne, dont il fait partie, Philippe Pot parvient à limiter les possessions de Marie et son époux Maximilien d’Autriche aux Pays-Bas français (traité d'Arras). En récompense, Louis XI, toujours avide de s’attirer la fidélité des gens compétents, le nomme premier conseiller, chevalier de Saint-Michel, gouverneur du dauphin Charles (futur Charles VIII), et grand sénéchal de Bourgogne. Cela facilite beaucoup l’acceptation de la nouvelle domination par les petits vassaux bourguignons.
À la mort de Louis XI en 1483, Charles VIII est mineur, et les grands du royaume se soulèvent derrière Louis d’Orléans (futur Louis XII), et contestent les droits à la régence de la sœur aînée du jeune roi, Anne de Beaujeu, pourtant nommée par son père. Elle réunit les États généraux à Tours l’année suivante. Philippe Pot y est député de la noblesse. Il se fait remarquer pour son éloquence et sa prestance. Cela lui valut le nom de bouche de Cicéron.
Dans son discours le plus célèbre, le 9 février 1484, il avance le principe de la souveraineté nationale en déniant le droit naturel des princes à gouverner. Les députés, au nom de la Nation, décident de s’en remettre à la sagesse du roi, c’est-à-dire à la régente. Louis d’Orléans est mis en échec. Anne de Beaujeu se sent néanmoins menacée par ce discours d’inspiration presque démocratique, selon lequel son pouvoir devrait être remplacé par celui de l’assemblée en attendant la majorité du roi. Les États généraux sont rapidement dissous. Philippe Pot est néanmoins maintenu dans sa fonction de Sénéchal de Bourgogne jusqu’à sa mort, en 1493.
Disparu en 1493 sans laisser de descendance directe, son héritage revient à son frère Guy/Guyot Pot (vers 1428-1495/1510), père d'Anne Pot, la femme de Guillaume et la mère du connétable Anne de Montmorency.

## Œuvre
D'après l'historien Pierre Champion, Philippe Pot serait le rédacteur du recueil des Cent Nouvelles Nouvelles, achevé en 1461 et publié en 1486.

## Le tombeau

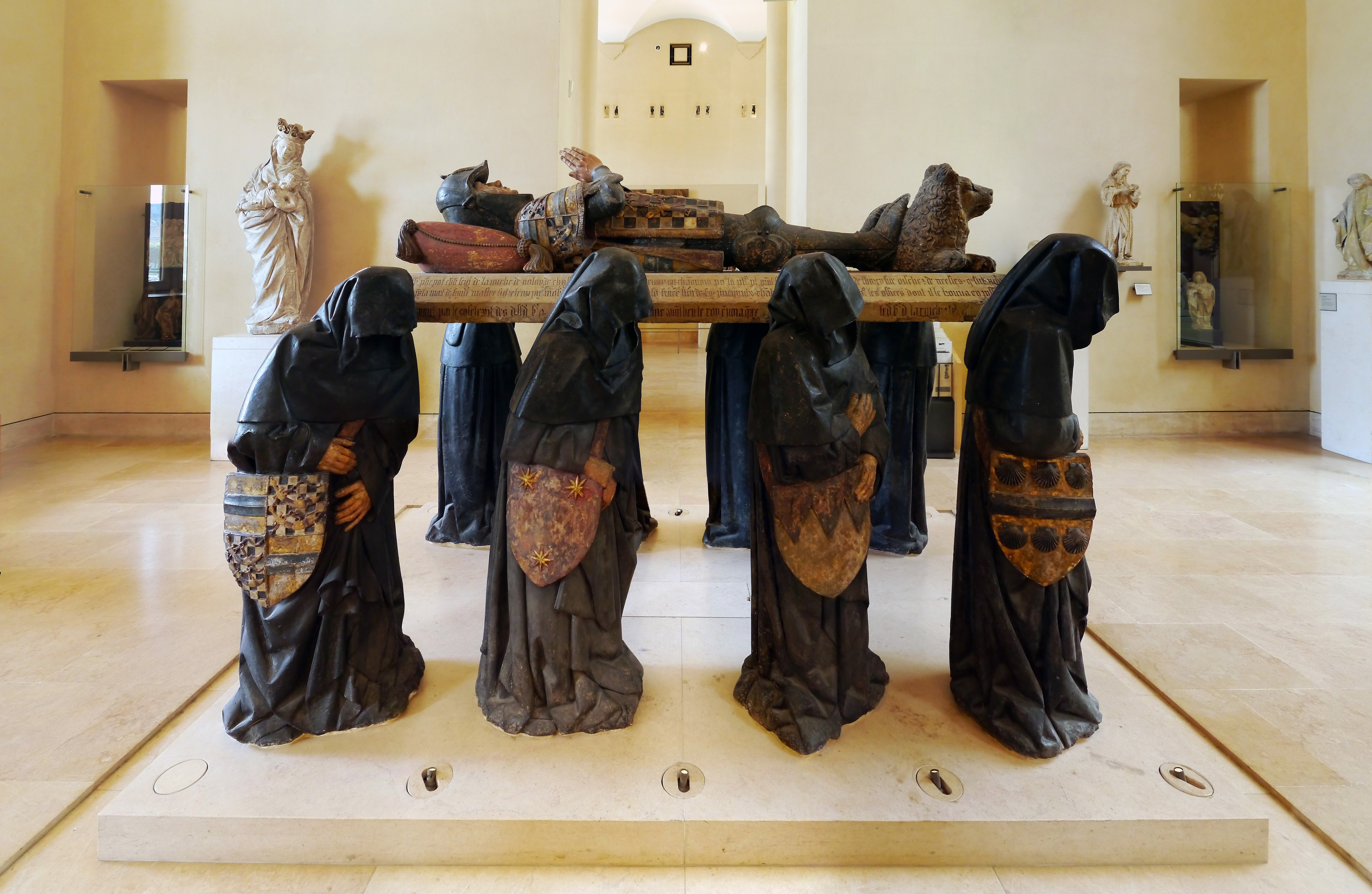
Tombeau de Philippe Pot.

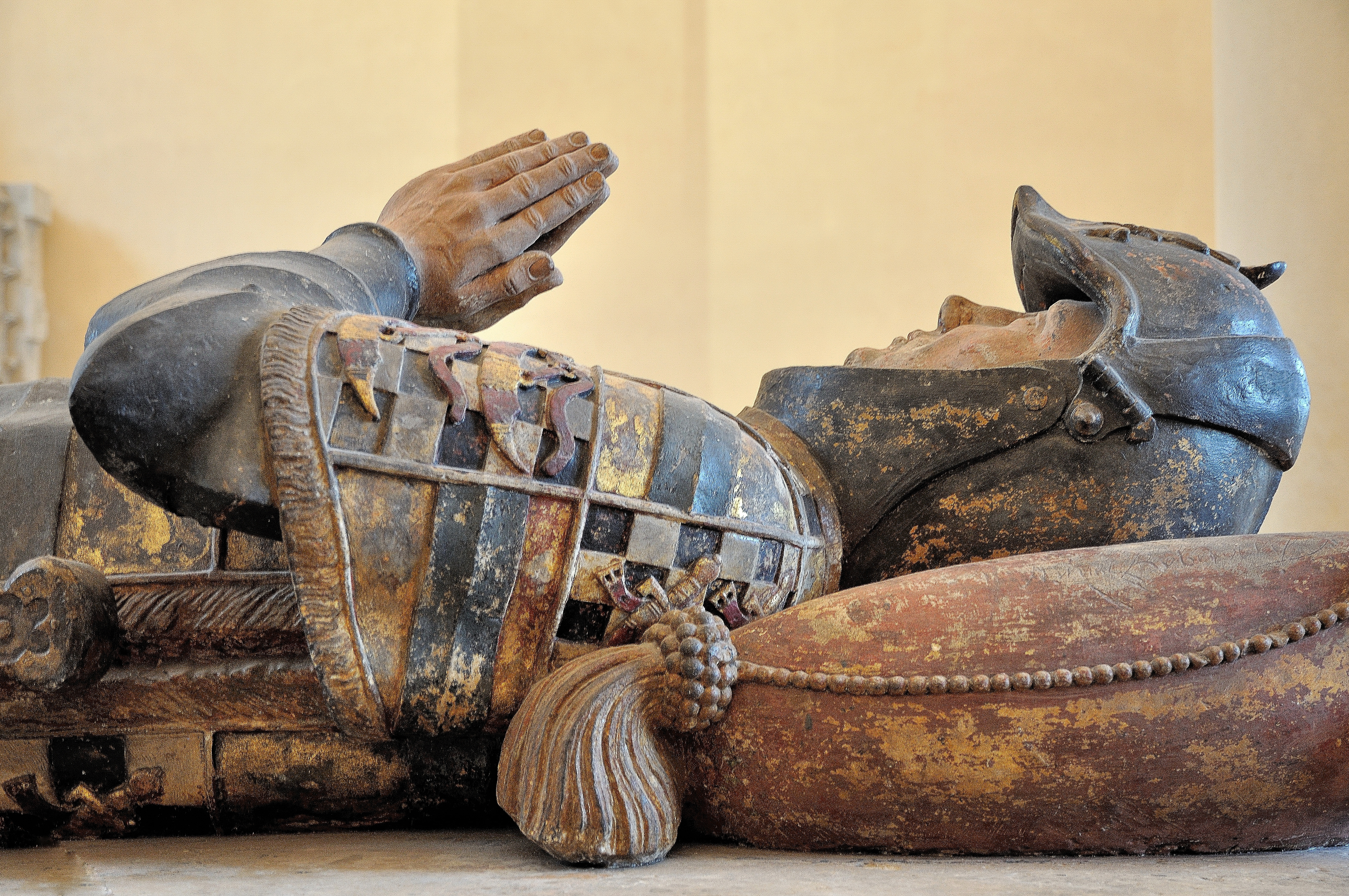
Effigie du chevalier Philippe Pot (détails).

Philippe Pot est inhumé dans l'abbaye de Cîteaux à l'intérieur de la chapelle Saint Jean-Baptiste, sous un magnifique tombeau. Ce mausolée représente Philippe Pot en gisant de grandeur naturelle, porté sur les épaules de huit pleurants de pierre noire. Il a été saisi comme bien national le 4 mai 1791. Il devait être transporté dans l'église Saint-Bénigne de Dijon, transformée en musée, où il n'arriva jamais.
Après une éclipse de plus de quinze ans, Charles Richard de Vesvrotte le racheta le 9 septembre 1808 pour 53 francs à un entrepreneur. Il le fit installer dans le jardin de l'hôtel de Ruffey. Après la vente de l'hôtel en 1850 par Alphonse Richard, 2e comte de Vesvrotte, le tombeau fut déposé dans la crypte de l'hôtel d'Agrain, 18, rue Chabot-Charny à Dijon, puis dressé dans le parc du château de Vesvrotte.
En 1886, l'État revendique la propriété du tombeau devant le tribunal de première instance de Dijon le 10 février. Mais la cour d'appel de Dijon, le 9 août de la même année, reconnaît la propriété du tombeau au comte Armand de Vesvrotte et lève la saisie le 3 mars 1887. Acquis finalement en 1889, par l'intermédiaire de l'expert Charles Mannheim, il demeure aujourd'hui au Louvre. Une réplique du tombeau est exposée dans la tour du Logis des Hôtes du château de Châteauneuf-en-Auxois.